# Rho Andromedae
Désignations
Rho Andromedae (ρ Andromedae / ρ And) est une étoile de la constellation boréale d'Andromède. Elle est visible à l'œil nu et sa magnitude apparente est de 5,19. D'après les mesures de sa parallaxe annuelle réalisées par le satellite Gaia, l'étoile est distante d'environ ∼ 163 a.l. (∼ 50 pc) de la Terre. Elle s'éloigne du Système solaire à une vitesse radiale héliocentrique de +10 km/s.

## Propriétés
Rho Andromedae est une étoile jaune-blanc de type spectral F5IV-V, ce qui indique que son spectre mélange des traits d'une étoile sur la séquence principale et d'une étoile sous-géante plus évoluée. Elle est âgée d'environ 1,3 milliard d'années et elle tourne sur elle-même à une vitesse de rotation projetée de 44 km/s. L'étoile est 18 fois plus lumineuse que le Soleil, son rayon est 3,4 fois plus grand que le rayon solaire et sa température de surface est de 6 471 K. Des rayons X émis par l'étoile ont été détectées durant la mission EXOSAT.

## Nomenclature
ρ Andromedae, latinisé en Rho Andromedae, est la désignation de Bayer de l'étoile. Elle porte également la désignation de Flamsteed de 27 Andromedae.
En astronomie chinoise traditionnelle, ρ Andromedae faisait partie de l'astérisme de Tiān Jiù (天廄), représentant une étable céleste, et qui comprend également θ Andromedae et σ Andromedae.